# Ultra 5/10
Ultra 5 и Ultra 10 — 64-битные рабочие станции семейства Sun Ultra от Sun Microsystems, использующие микропроцессоры серии UltraSPARC, продававшиеся с января 1998 по ноябрь 2002 года.
Эти системы были первыми, в которых Sun использовала PC-совместимые компоненты, такие как жёсткие диски EIDE и видео-чип ATI Rage PRO.
Ultra 5 включала в себя один микропроцессор UltraSPARC IIi с тактовой частотой 270, 333, 360 или 440 МГц и поддерживала до 1024 МБ оперативной памяти. Имелись следующие разъёмы:

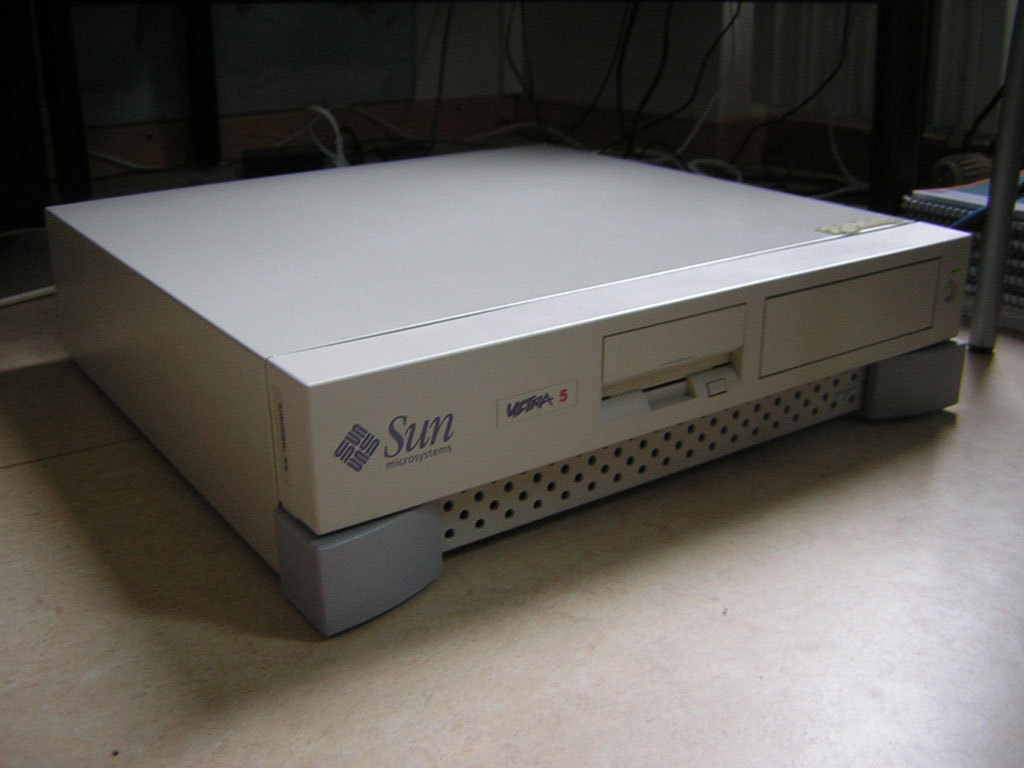
Ultra 5

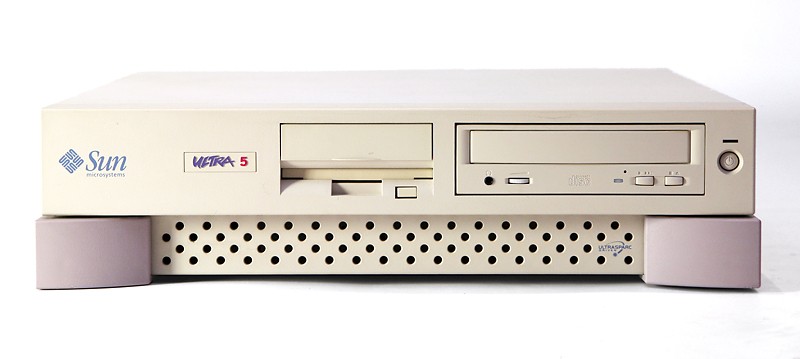
Ultra 5 - вид спереди

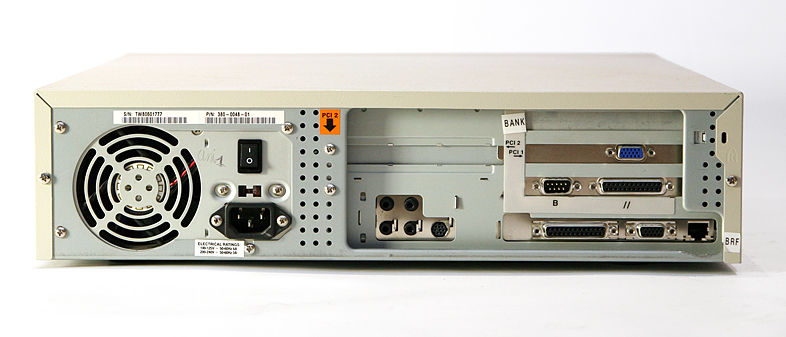
Ultra 5 - вид сзади

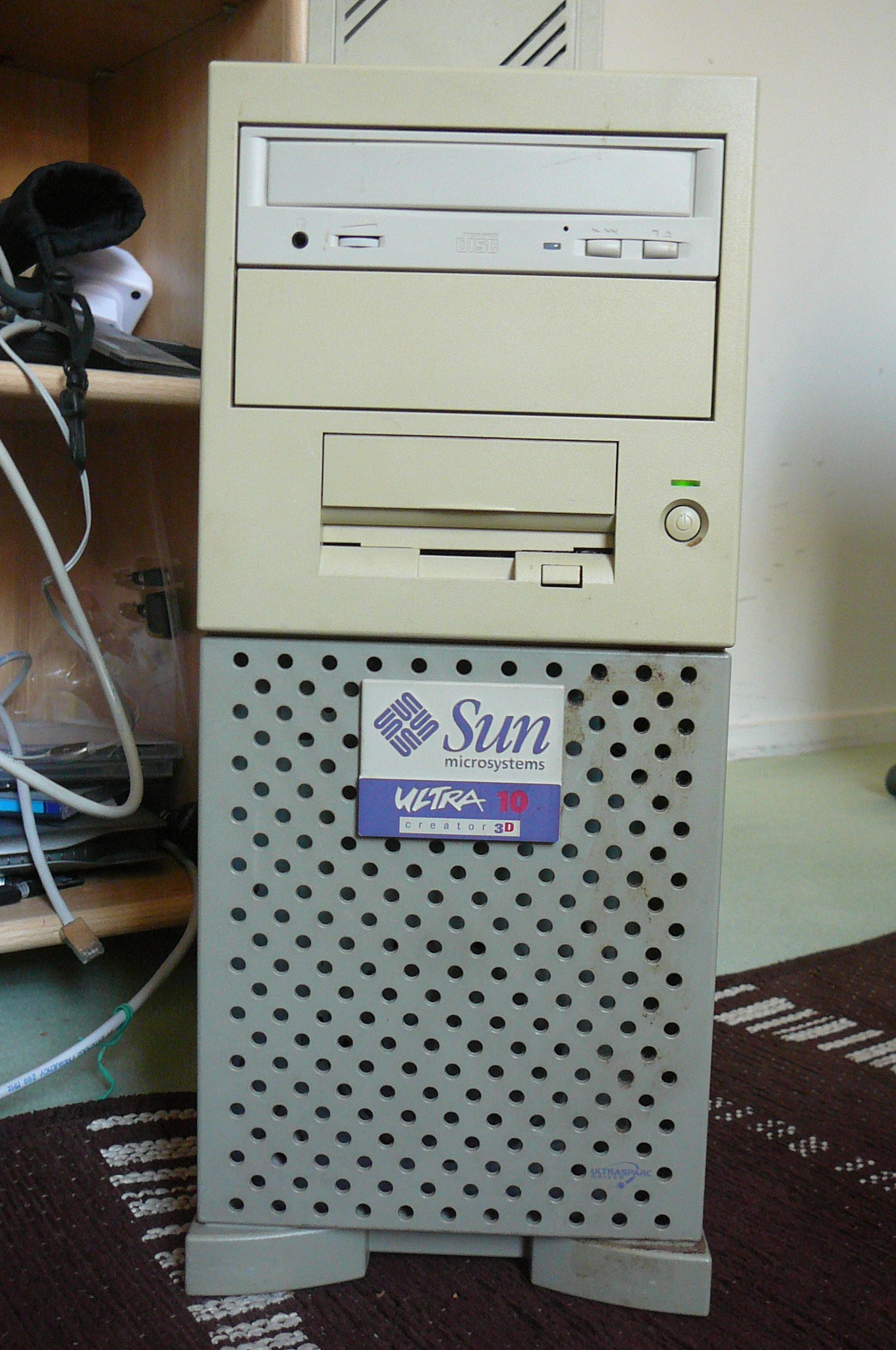
Ultra 10

- 4 разъёма (168-контактных) оперативной памяти стандарта SDRAM DIMM с контролем чётности,
- 2 разъёма EIDE (до 4 устройств суммарно),
- 3 разъёма 32-бит 33 МГц для карт расширения стандарта PCI (1 короткий, 2 длинных) через riser-карту,
- 2 разъёма последовательного порта (DB25 и DE9),
- 1 разъём параллельного порта (DB25),
- 1 разъём порта Ethernet (10BASE-T/100BASE-TX).

И поставлялась со следующими компонентами:
- жёсткий диск EIDE объёмом 4,3 или 8,4 или 9,1 ГБ, можно было установить второй жёсткий диск;
- CD-ROM;
- FDD;
- встроенной графической картой PGX (на базе ATI Rage II +DVD) с разъёмом VGA и выпускавшуюся в двух вариантах:
  1. PGX с собственной памятью 2 Мбайт выдавала 256 цветов (8 бит/пиксель);
  2. PGX24 с собственной памятью 4 Мбайт выдавала более 16 млн цветов (24 бит/пиксель);
    - так же поставлялась под наименованием Series 3.

Ultra 10 включала в себя микропроцессор UltraSPARC IIi с частотой 300, 333, 360, 440 или 480 МГц и поддерживала до 1024 МБ оперативной памяти. Имелись следующие разъёмы:
- 4 разъёма (168-контактных) оперативной памяти стандарта SDRAM DIMM с контролем чётности;
- 2 разъёма EIDE (до 4 устройств суммарно);
- 4 разъёма 32-бит 33 МГц для карт расширения стандарта PCI (4 длинных) через riser-карту;
- 2 разъёма последовательного порта (DB25 и DE9);
- 1 разъём UPA для графической карты расширения;
- 1 разъём параллельного порта (DB25);
- 1 разъём PCMCIA (два слота Type II или один слот Type III);
- 1 разъём порта Ethernet (10BASE-T/100BASE-TX).

И поставлялась со следующими компонентами:
- до двух жёстких дисков EIDE объёмом 9,1 Гб;
- CD-ROM;
- FDD;
- видеокарта Creator, Creator3D или Elite3D с разъёмом VGA;
- встроенная видеокарта PGX с разъёмом VGA, выпускавшаяся в двух вариантах:
  1. PGX (на базе ATI Rage II +DVD) с собственной памятью 2 Мбайт выдавала 256 цветов (8 бит/пиксель);
  2. PGX24 (на базе ATI 3D Rage Pro) с собственной памятью 4 Мбайт выдавала более 16 млн цветов (24 бит/пиксель);
    - так же поставлялась под наименованием Series 3.